# ジョン・フィンチ
ジョン・フィンチ（Jon Finch, 1942年3月2日 - 2012年12月28日）は、イギリスの俳優。

## 来歴
サリー州ケイタラム出身。父親は投資家。大学入学資格を得るが進学せず、SASに入隊したが、18歳のとき除隊。除隊後、劇場マネージャー兼演出家兼出演者として働く。
1971年、シェイクスピアの戯曲「マクベス」を映画化したロマン・ポランスキーの映画『マクベス』で主人公マクベスを演じる。続いてアルフレッド・ヒッチコックの映画『フレンジー』にも主演。ハマー・フィルム・プロダクションのホラー映画やシェイクスピア作品に多く出演している。
『エイリアン』で最初にエイリアンの犠牲となる乗組員ケイン役を、別作品に出演するため降板したジョン・ハートの代役として演じる事になったが、糖尿病を患っており、撮影初日に体調を崩し降板した（その後、ハートが再びケイン役を演じた。エイリアン (映画)#配役の項目も参照）。
2012年12月28日、イースト・サセックス・ヘイスティングスの自宅で死亡しているのが発見された。死因は不明。70歳。

## 主な出演作品
| 公開年 | 邦題 原題                                                                                        | 役名                           | 備考               |
| ------ | ------------------------------------------------------------------------------------------------ | ------------------------------ | ------------------ |
| 1970   | バンパイア・ラヴァーズ The Vampire Lovers                                                        | カール・エプハルト             |                    |
| 1971   | 日曜日は別れの時 Sunday Bloody Sunday                                                            | スコットランド人               |                    |
| 1971   | マクベス Macbeth                                                                                 | マクベス                       |                    |
| 1972   | フレンジー Frenzy                                                                                | リチャード・ブレイニー         |                    |
| 1972   | レディ・カロライン Lady Caroline Lamb                                                            | ウィリアム・ラム               |                    |
| 1973   | ファイナル・プログラム/インプット完了メシア創造の瞬間 The Final Programme                        | ジェリー・コーネリアス         |                    |
| 1977   | 華麗な関係 Une femme fidèle                                                                      | シャルル伯爵                   |                    |
| 1978   | ナイル殺人事件 Death on the Nile                                                                 | ジェームズ・ファーガスン       |                    |
| 1978   | リチャード二世 King Richard the Second                                                           | ヘンリー・ボリングブルック     | テレビ映画         |
| 1979   | ヘンリー四世 第1部 Henry IV, Part 1                                                              | ヘンリー4世                    | テレビ映画         |
| 1979   | ヘンリー四世 第2部 Henry IV, Part 2                                                              | ヘンリー4世                    | テレビ映画         |
| 1980   | 火星年代記 The Martian Chronicles                                                                | クリスト                       | テレビミニシリーズ |
| 1980   | ブレイキング・グラス Breaking Glass                                                              | ウッズ                         |                    |
| 1980   | 悪魔の異形 Hammer House of Horror                                                                | デヴィッド                     | テレビ映画         |
| 1982   | ファウストゥス博士 Doktor Faustus                                                                | アドリアン・レーヴァーキューン |                    |
| 1984   | 空騒ぎ Much Ado About Nothing                                                                    | ドン・ペドロ                   | テレビ映画         |
| 1987   | 裏切りのリビエラ/ダブル・スパイを暴け! Riviera                                                   | ジェファーズ                   | テレビ映画         |
| 1988   | ミア・ニグレン/魔性のエマニュエル Plaza Real                                                     | デヴィッド                     |                    |
| 1989   | 最も美しい女 La più bella del reame                                                              | ジェレミー                     |                    |
| 1994   | シャーロック・ホームズの冒険「マザリンの宝石」 The Memoirs of Sherlock Holmes: The Mazarin Stone | シルヴィアス伯爵               | テレビミニシリーズ |
| 1994   | 地底人アンダーテイカー Lurking Fear                                                              | ベネット                       |                    |
| 2003   | ニュー・トリックス〜退職デカの事件簿〜 New Tricks                                                | ロビー・リンガー               | テレビドラマ       |
| 2005   | キングダム・オブ・ヘブン Kingdom of Heaven                                                       | エルサレムのヘラクレイオス     |                    |